# Isachne venusta
Isachne venusta är en gräsart som beskrevs av Jan Frederik Veldkamp. Isachne venusta ingår i släktet Isachne och familjen gräs. Inga underarter finns listade i Catalogue of Life.